# Sotto falsa bandiera
Sotto falsa bandiera (Unter falscher Flagge) è un film del 1932 diretto da Johannes Meyer.

## Trama
Il comandante Franck, ufficiale dei servizi di intelligence, rimane gravemente ferito durante un volo di ricognizione sul fronte orientale dove il suo aereo viene abbattuto. Amorevolmente curato da sorella Maria, un'infermiera che lo ha accompagnato in ospedale, Franck le chiede di sposarlo. Il loro viaggio di nozze viene interrotto da un nuovo incarico per Franck, che è nominato capo del controspionaggio contro la Russia.

## Produzione
Il film fu prodotto dalla Deutsche-Universal GmbH in co-produzione con la Tobis Filmkunst.

## Distribuzione
Distribuito dalla Deutsche Universal-Film, uscì nelle sale cinematografiche tedesche dopo essere stato presentato a Berlino il 12 febbraio 1932.
In Cecoslovacchia, il film fu distribuita dall'Universal Film.